# Eupithecia enictata
Eupithecia enictata är en fjärilsart som beskrevs av Olle Pellmyr och Mikkola 1984. Eupithecia enictata ingår i släktet Eupithecia och familjen mätare. Inga underarter finns listade i Catalogue of Life.